# Quesnelia testudo
Quesnelia testudo (лат.) — цветковое растение, вид рода Quesnelia семейства Бромелиевые (Bromeliaceae). Эндемик экорегиона атлантического леса на юго-востоке Бразилии.

## Описание
Quesnelia testudo — цветковое растение, растущее на деревьях в девственных лесах около Серра-ду-Мар. У него хорошо сформированная розетка примерно из 20 простых зелёных листьев. Листья имеют слегка зазубренные края и заканчиваются острым шипом. Цветок достигает высоты около 30 см. Соцветие несёт розово-красные прицветники и фиолетовые или белые лепестки.

## Распространение и местообитание
Эндемик Бразилии, произрастает в атлантическом лесу, в частности, в штатах Рио-де-Жанейро и Сан-Паулу. Процветает во влажных тропических условиях, часто растёт в подлеске лесов.

## Культивирование
В культуре Quesnelia testudo особенно ценится за его относительную морозоустойчивость и засухоустойчивость. Растение может расти как на дереве так и в грунте. Оно привлекает садоводов своим ярким соцветием (в Северном полушарии — в январе-феврале) с розово-красными прицветниками и фиолетовыми лепестками
Известны следующие сорта: 
- Quesnelia 'Farro'
- × Quesmea 'Lymanii'

## Галерея

Quesnelia testudo
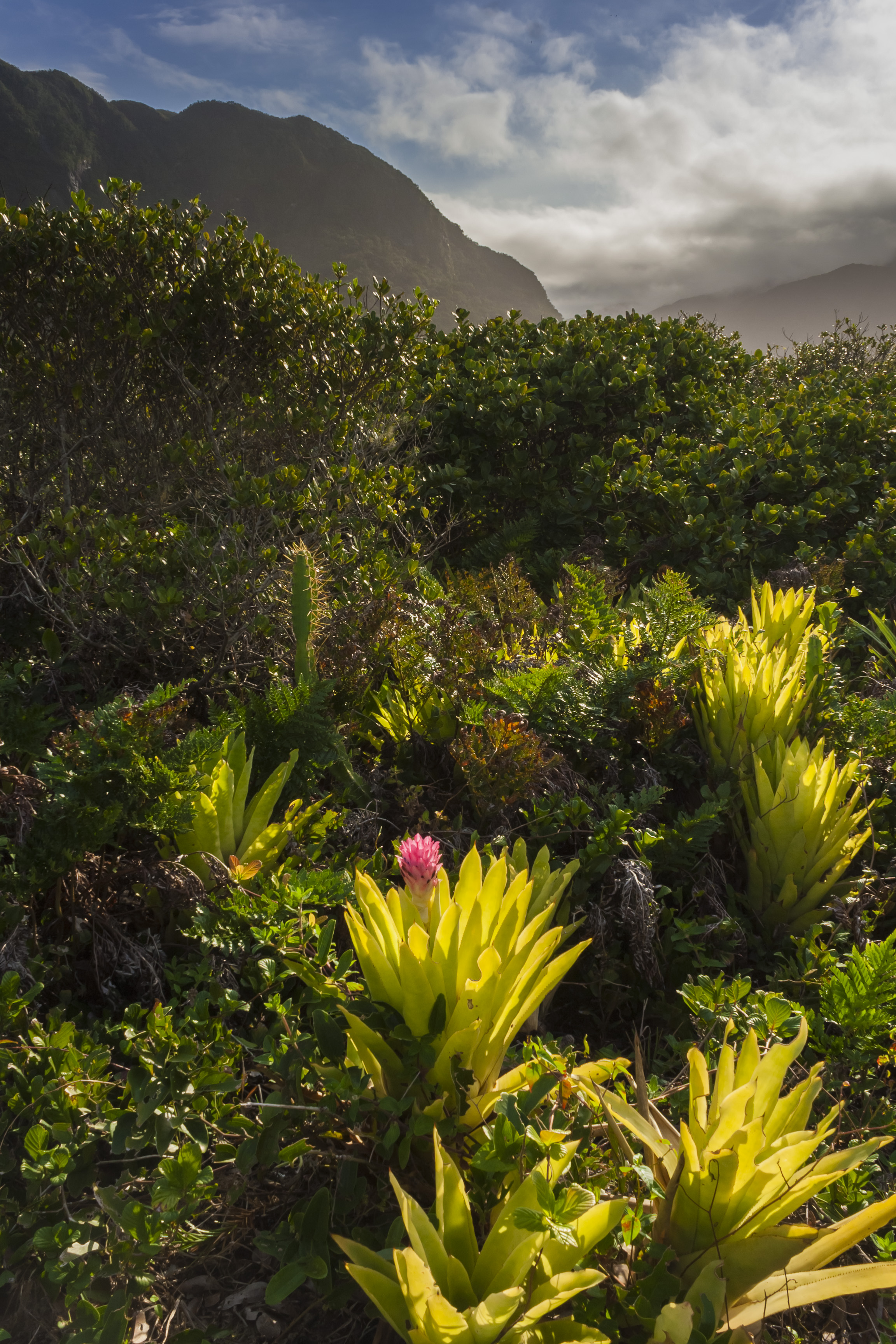
В природе
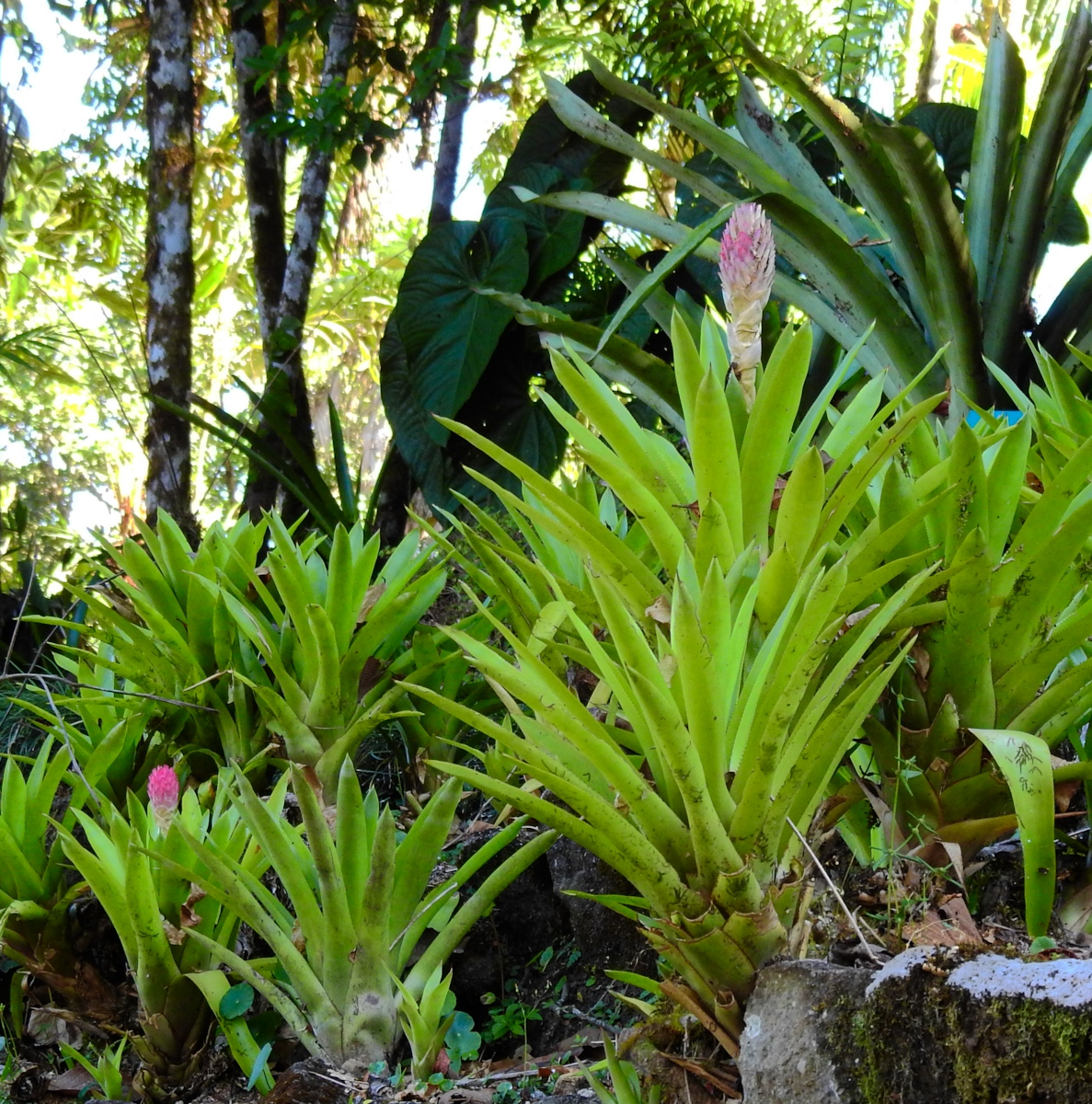
Внешний вид
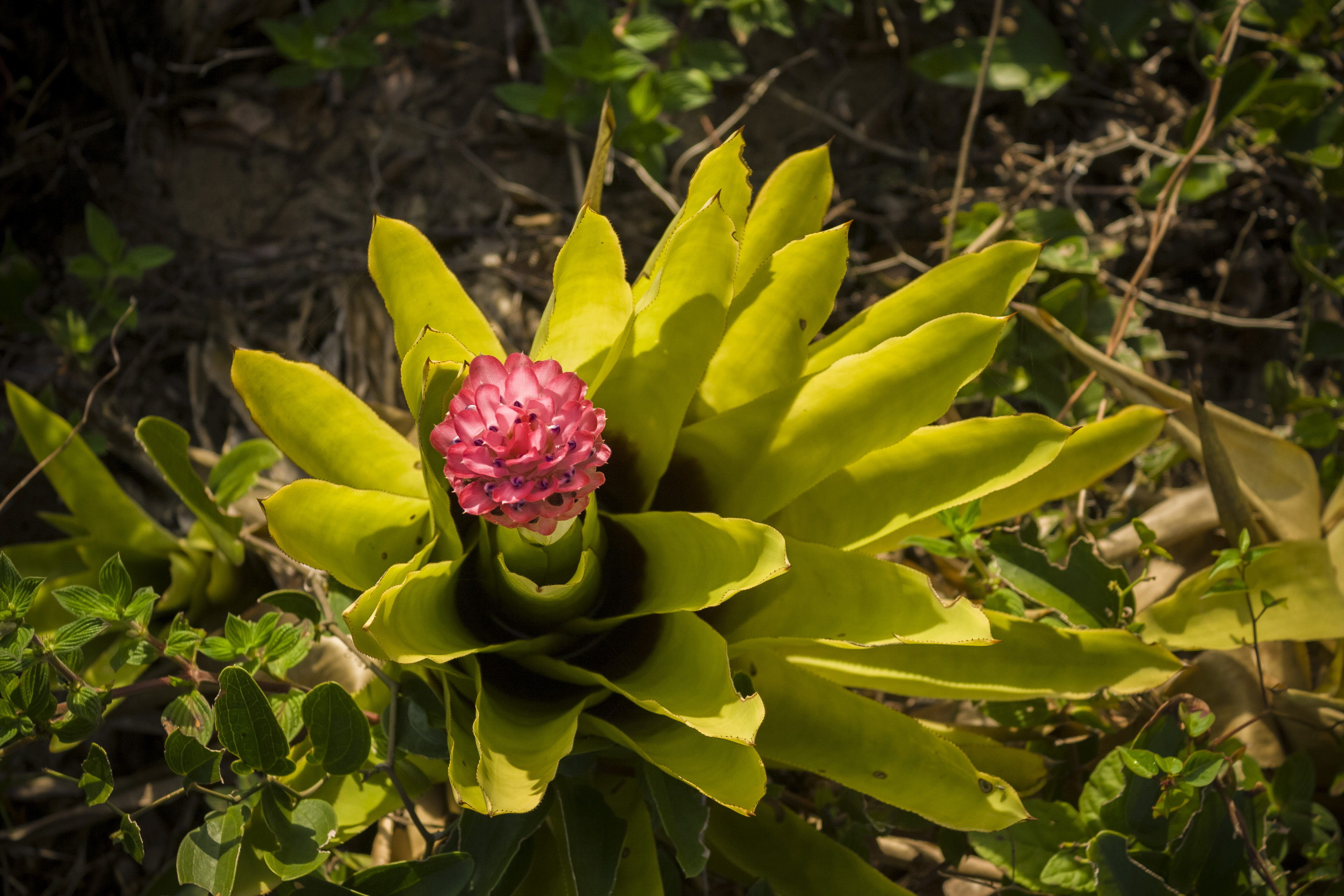
Листовая розетка
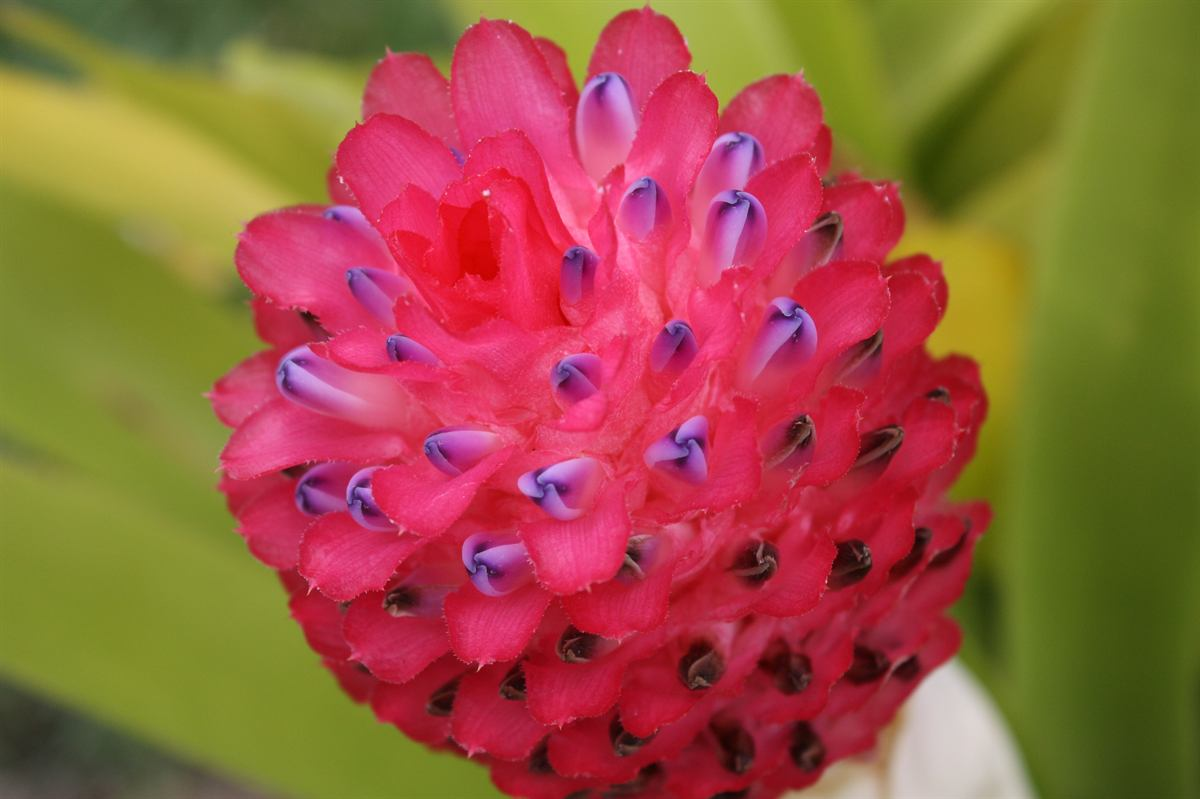
Соцветие